# Драгодол
Драгодол је насеље у Србији у општини Осечина у Колубарском округу. Према попису из 2022. било је 346 становника.
- Драгодол - панорама
- Драгодол - панорама
- Драгодол - панорама
- Драгодол - панорама
- Драгодол - панорама
- Драгодол - панорама

## Историја
Први помен села је забележен у турском попису (тефтеру) за хиџретску 934. годину, тј. 1527/1528. годину по садашњем рачунању времена.

Транскрибован на модерни турски, са османске арабице, унос са 260. странице тефтера TD 144 је гласио овако:
Dragodol karye, Valyeva nahiye - Село Драгодол, Нахија Ваљево

## Демографија
У насељу Драгодол живи 510 пунолетних становника, а просечна старост становништва износи 44,8 година (43,0 код мушкараца и 46,9 код жена). У насељу има 179 домаћинстава, а просечан број чланова по домаћинству је 3,41.
Ово насеље је великим делом насељено Србима (према попису из 2002. године), а у последња три пописа, примећен је пад у броју становника.
|  |

| Демографија | Демографија | Демографија |
| Година      | Становника  | Становника  |
| ----------- | ----------- | ----------- |
| 1948.       | 1.380       |             |
| 1953.       | 1.384       |             |
| 1961.       | 1.245       |             |
| 1971.       | 1.049       |             |
| 1981.       | 890         |             |
| 1991.       | 756         | 752         |
| 2002.       | 611         | 611         |

| Етнички састав према попису из 2002.‍ | Етнички састав према попису из 2002.‍ | Етнички састав према попису из 2002.‍ | Етнички састав према попису из 2002.‍ | Етнички састав према попису из 2002.‍ |
| ------------------------------------ | ------------------------------------ | ------------------------------------ | ------------------------------------ | ------------------------------------ |
|                                      |                                      |                                      |                                      |                                      |
| Срби                                 | Срби                                 |                                      | 610                                  | 99,83%                               |
| непознато                            | непознато                            |                                      | 1                                    | 0,16%                                |

| Година пописа     | 1948. | 1953. | 1961. | 1971. | 1981. | 1991. | 2002. |
| ----------------- | ----- | ----- | ----- | ----- | ----- | ----- | ----- |
| Број домаћинстава | 189   | 201   | 216   | 212   | 206   | 188   | 179   |

| Број чланова      | 1  | 2  | 3  | 4  | 5  | 6  | 7 | 8 | 9 | 10 и више | Просек |
| ----------------- | -- | -- | -- | -- | -- | -- | - | - | - | --------- | ------ |
| Број домаћинстава | 34 | 42 | 27 | 19 | 24 | 21 | 8 | 3 | 0 | 1         | 3,41   |

| Пол    | Укупно | Неожењен/Неудата | Ожењен/Удата | Удовац/Удовица | Разведен/Разведена | Непознато |
| ------ | ------ | ---------------- | ------------ | -------------- | ------------------ | --------- |
| Мушки  | 276    | 70               | 177          | 26             | 3                  | 0         |
| Женски | 261    | 33               | 176          | 51             | 1                  | 0         |
| УКУПНО | 537    | 103              | 353          | 77             | 4                  | 0         |

| Пол    | Укупно                    | Пољопривреда, лов и шумарство | Рибарство                            | Вађење руде и камена | Прерађивачка индустрија       |
| ------ | ------------------------- | ----------------------------- | ------------------------------------ | -------------------- | ----------------------------- |
| Мушки  | 251                       | 240                           | 0                                    | 3                    | 2                             |
| Женски | 211                       | 210                           | 0                                    | 0                    | 0                             |
| УКУПНО | 462                       | 450                           | 0                                    | 3                    | 2                             |
| Пол    | Производња и снабдевање   | Грађевинарство                | Трговина                             | Хотели и ресторани   | Саобраћај, складиштење и везе |
| Мушки  | 0                         | 1                             | 4                                    | 1                    | 0                             |
| Женски | 0                         | 0                             | 0                                    | 0                    | 0                             |
| УКУПНО | 0                         | 1                             | 4                                    | 1                    | 0                             |
| Пол    | Финансијско посредовање   | Некретнине                    | Државна управа и одбрана             | Образовање           | Здравствени и социјални рад   |
| Мушки  | 0                         | 0                             | 0                                    | 0                    | 0                             |
| Женски | 0                         | 0                             | 0                                    | 1                    | 0                             |
| УКУПНО | 0                         | 0                             | 0                                    | 1                    | 0                             |
| Пол    | Остале услужне активности | Приватна домаћинства          | Екстериторијалне организације и тела | Непознато            | Непознато                     |
| Мушки  | 0                         | 0                             | 0                                    | 0                    | 0                             |
| Женски | 0                         | 0                             | 0                                    | 0                    | 0                             |
| УКУПНО | 0                         | 0                             | 0                                    | 0                    | 0                             |